# Prekursor
Prekursor je jedinjenje koji učestvuje u hemijskoj reakciji kojom se proizvodi neko drugo jedinjenje. U biohemiji se termin prekursor specifično koristi za hemijsko jedinjenje koje prethodi drugom jedinjenju u metaboličkom putu, kao što je proteinski prekursor.

## Prekursori nedozvoljenih droga
Godine 1988, Konvencija Ujedinjenih nacija protiv ilegalnog prometa narkoticima i psihotropnim supstancama uvela je detaljne odredbe i zahteve koji se odnose na kontrolu prekursora koji se koriste za proizvodnju droga koje izazivaju zloupotrebu.
U Evropi Uredba (EC) br. 273/2004 Evropskog parlamenta i Saveta o prekursorima droga je usvojena 11. februara 2004. (Evropski zakon o prekursorima droga)

## Nedozvoljeni prekursori eksploziva
Dana 15. januara 2013. godine usvojena je Uredba (EU) br. 98/2013 Evropskog parlamenta i Saveta o marketingu i upotrebi prekursora eksploziva. Uredba harmonizuje pravila širom Evrope o stavljanju na raspolaganje, uvođenju, posedovanju i upotrebi određenih supstanci ili smeša koje bi se mogle zloupotrebiti za nedozvoljenu proizvodnju eksploziva.

## Detekcija
Prenosivi, napredni senzor zasnovan na infracrvenoj spektroskopiji u šupljem vlaknu koji je uparen sa kolonom za brzu gasnu hromatografiju obrađenu silicijumom, može analizirati ilegalne stimulante i prekursore sa osetljivošću na nivou nanograma.
Ramanova spektroskopija je uspešno testirana za otkrivanje eksploziva i njihovih prekursora.
Tehnologije koje mogu da otkriju prekursore u životnoj sredini mogle bi da doprinesu ranom lociranju lokacija na kojima se proizvode ilegalne supstance (i eksplozivi i droge).

## Literatura
- Clayden, Jonathan; Greeves, Nick; Warren, Stuart; Wothers, Peter (2001). Organic Chemistry (I изд.). Oxford University Press. ISBN 978-0-19-850346-0.
- Donald Voet; Judith G. Voet (2005). Biochemistry (3 изд.). Wiley. ISBN 9780471193500.